# Шверінген
Шверінген (нім. Schweringen) — громада в Німеччині, розташована в землі Нижня Саксонія. Входить до складу району Нінбург. Складова частина об'єднання громад Графшафт-Гоя.
Площа — 20 км2. Населення становить 773 ос. (станом на 31 грудня 2021).

## Галерея

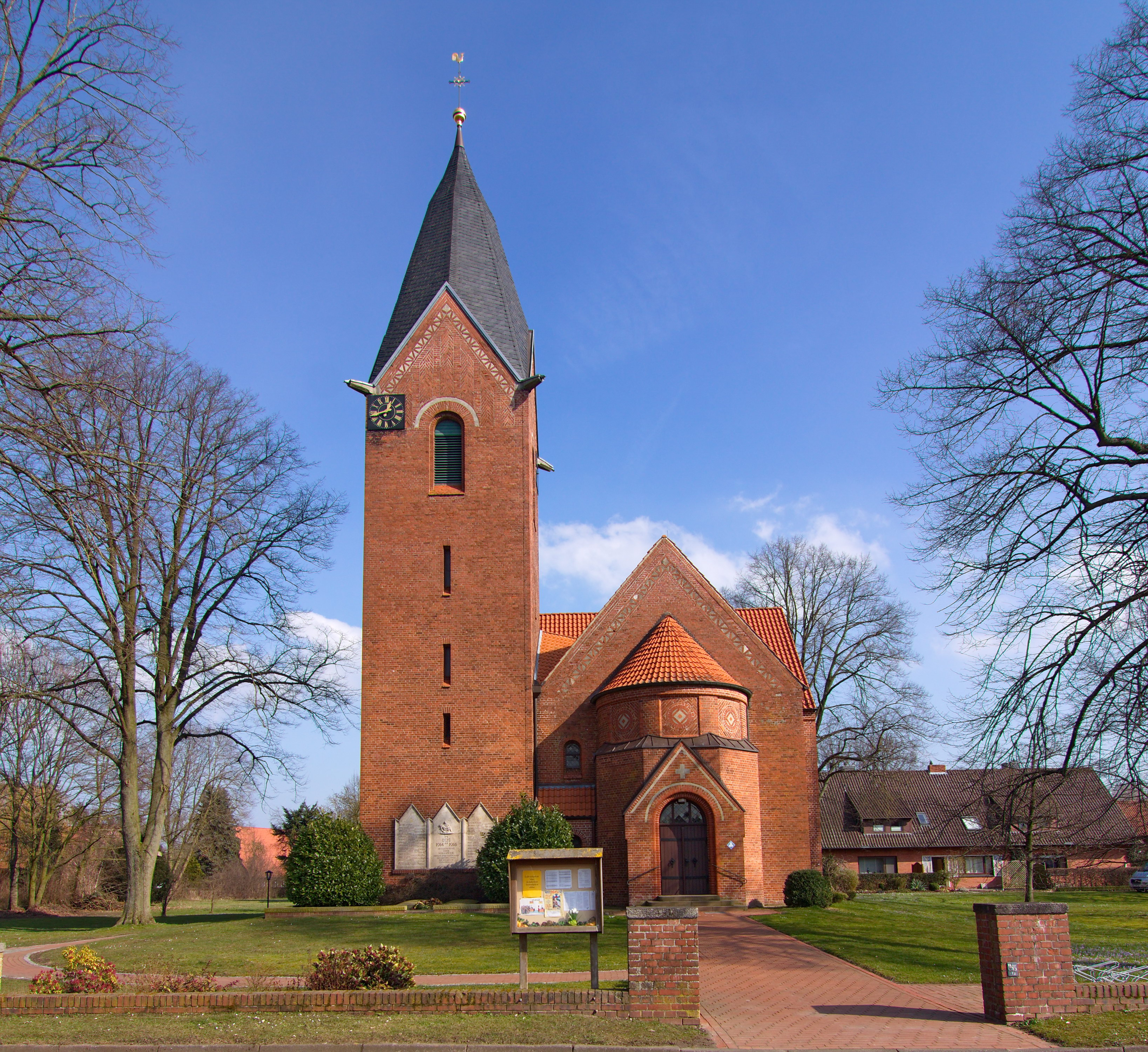
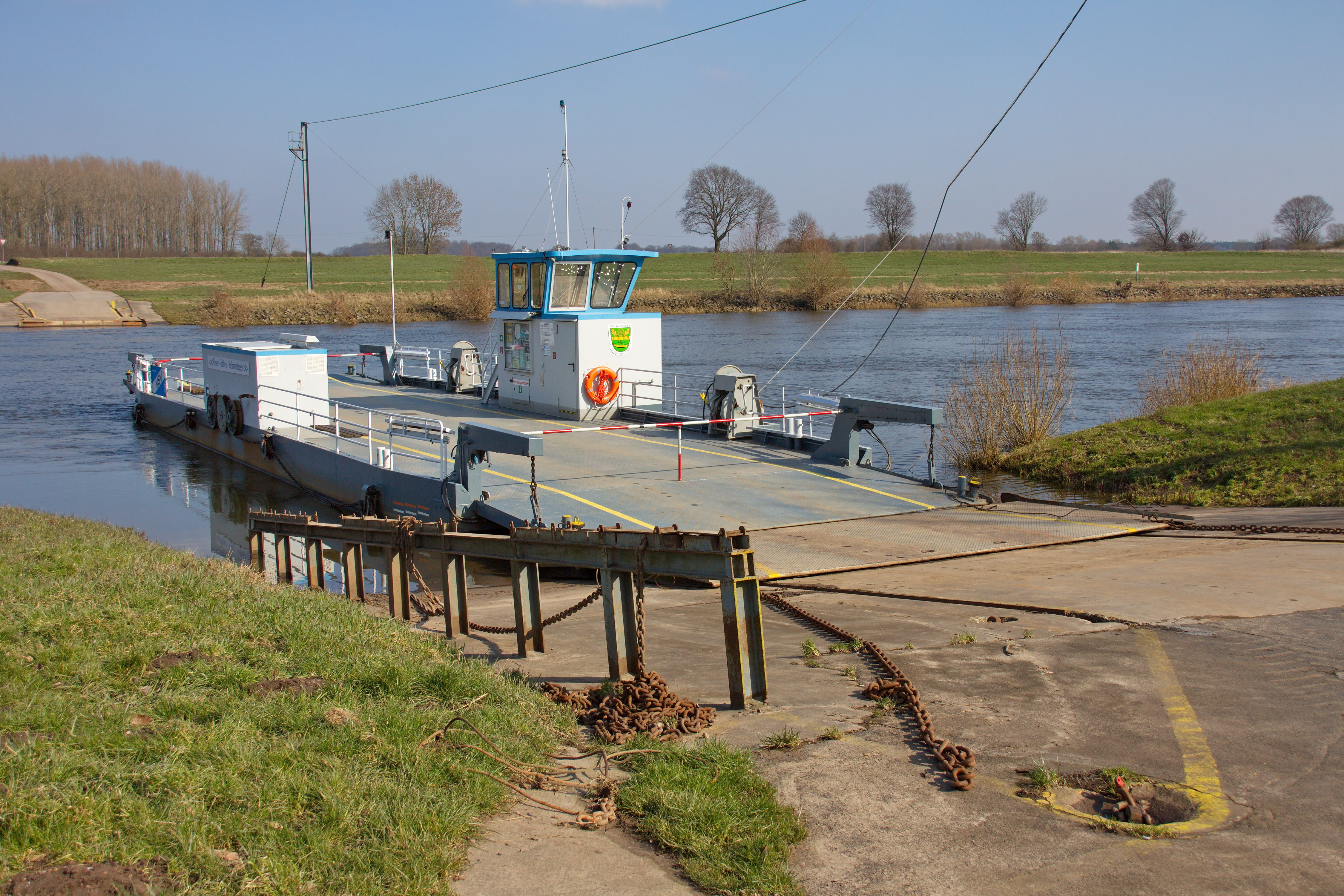